# Mattia Bellucci
Mattia Bellucci (født 1. juni 2001 i Busto Arsizio, Italien) er en professionel tennisspiller fra Italien.